# Chajarí
Chajarí är en ort i Argentina.   Den ligger i provinsen Entre Ríos, i den nordöstra delen av landet, 400 km norr om huvudstaden Buenos Aires. Chajarí ligger 58 meter över havet och antalet invånare är 30 655.
Terrängen runt Chajarí är mycket platt. Chajarí är det största samhället i trakten.
Trakten runt Chajarí består i huvudsak av gräsmarker. Runt Chajarí är det glesbefolkat, med 20 invånare per kvadratkilometer.